# José Manuel López Rodríguez
José Manuel López Rodríguez (Caboalles de Abajo, 21 de febrero de 1940) es un exciclista español, profesional entre 1965 y 1972.

## Biografía
Sus mayores éxitos deportivos los logró en las Vueltas a España de 1967, donde logró el 6.º lugar en la clasificación general, siendo líder una jornada, y la clasificación de las metas volantes, y de 1969, en la que obtuvo una victoria de etapa.
Como ciclista amateur participó en los Juegos Olímpicos de 1964 en las pruebas de fondo en carretera, finalizando en quinto lugar en categoría individual, y octavo en la contrarreloj por equipos. Tras su retirada siguió viviendo en su localidad natal.
En junio de 2016, sufrió una caída durante una salida en bicicleta y se golpeó la cabeza, lo que le desorientó e hizo que estuviera dos días desaparecido y que fuera buscado por la Guardia Civil y grupos de voluntarios, hasta que fue encontrado cuando ya regresaba a su domicilio.

## Palmarés
| 1965 - 2-º en el Campeonato del mundo en contrarreloj por equipos - Circuito de la Sarthe - 4-º en la Vuelta a Navarra, más 1 etapa 1966 - Semana Catalana - Gran Premio de Llodio 1967 - Clasificación de las metas volantes de la Vuelta a España 1968 - Gran Premio Navarra - 2 etapas en la Vuelta a Levante 1969 - 1 etapa en la Vuelta a España - 1 etapa en la Vuelta a Levante | 1970 - 1 etapa en la Vuelta a Levante - 1 etapa de la Vuelta a La Rioja 1971 - 1 etapa en la Semana Catalana - Vuelta a Levante, más 1 etapa 1972 - Trofeo Elola |

## Resultados en Grandes Vueltas y Campeonato del Mundo
| Carrera         | 1965 | 1966 | 1967 | 1968 | 1969 | 1970 | 1971 | 1972 |
| --------------- | ---- | ---- | ---- | ---- | ---- | ---- | ---- | ---- |
| Giro de Italia  | -    | -    | -    | -    | -    | -    | -    | -    |
| Tour de Francia | -    | 41.º | 33.º | -    | 22.º | -    | 52.º | -    |
| Vuelta a España | -    | 15.º | 6.º  | 16.º | 15.º | 47.º | 38.º | 34.º |
| Mundial en Ruta | -    | -    | -    | -    | -    | -    | -    | -    |

## Equipos
- Ferrys (1965)[4]
- Fagor (1966-1969)
- La Casera - Peña Bahamontes (1970)
- Werner (1971-1972)